# Великі магістри лицарів госпітальєрів
Мальтійський орден, або Орден госпітальєрів, має декілька рівнозначних назв, як то:
- Суверенний військовий гостинний орден Святого Іоанна, Єрусалиму, Родосу і Мальти (офіційне повна назва)
- Мальтійський орден
- Орден госпітальєрів
- Орден іоаннітів

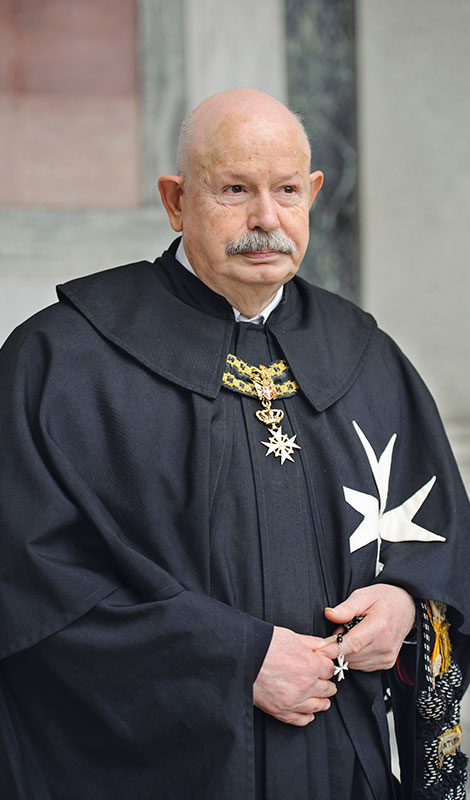
Джакомо Далла Торре

Орден виріс із релігійно-благодійного братства, яке було створено приблизно в 1048-1050 роках при госпіталі (гостинному будинку) Святого Івана Милостивого в Єрусалимі. Офіційною датою створення Ордена слід вважати 15 лютого 1113 року, коли Папа Пасхалій II прийняв госпіталь Іоанна під заступництво Святого Престолу. При цьому небесним патроном Ордена став Іван Хреститель. Остаточне формування Ордену відбулося в 1120, коли по смерті Блаженного Жерара — засновника Ордену — ректором був обраний Раймон де Пюї. Він перетворив братство у військовий чернечий орден і був названий магістром (начальником, наставником) Ордену Святого Івана.
Орден кілька разів змінював своє місце розташування:
- 1113-1291 — на Святій Землі
- 1291-1308 — на Кіпрі
- 1308-1522 — на Родосі
- 1523-1530 — в Італії
- 1530-1798 — на Мальті
- 1798-1803 — в Санкт-Петербурзі

В даний час резиденція Ордену знаходиться в Римі.

## Список
- Блаженний Жерар де Торн, Bienheureux Gérard (1050/1096-1120), Ректор
- Раймон дю Пюї, Raymond du Puy (1120-1158/1160), Магістр
- Оже де Бальбен, Auger de Balben (1158/1160-1162/1163), Магістр
- Арно де Ком, Arnaud de Comps (1162-1163), Магістр
- Жільбер д'Ессайі, Gilbert d'Aissailly (1163-1169/1170), Магістр
- Гастон де Мюроль (Моруа), Gaston de Murols (1170-1172), Магістр
- Жубер, Joubert (1172-1177), Магістр
- Роже де Мулен, Roger de Moulins (1177-1187), Магістр
- Ермангар д'Асп, Hermangard d'Asp (1188-1190), Магістр
- Гарньє де Наплуз, Garnier de Naplouse (або Наплус, Naplous) (1189/1190-1192), Магістр
- Жоффруа де Донжон, Geoffroy de Donjon (1193-1202), Магістр
- 1203—1206: Альфонс Португальський
- Жоффруа ле Ра, Geoffroy le Rat (1206-1207), Магістр
- Гарен де Монтегю, Garin de Montaigu (1207-1227/1228), Магістр
- Бертран де Тессі, Bertrand de Thessy (1228-1231), Магістр
- Герен де Лебрюн, Guerin (1231-1236), Магістр
- Бертран де Ком, Bertrand de Comps (1236-1239/1240), Магістр
- П'єр де Вьелль-Брід, Pierre de Vielle-Bride (1239/1240-1242), Магістр
- Гійом де Шатонеф, Guillaume de Chateauneuf (1242-1258), Магістр
- Гуго (Гюг, Південь) де Ревель, Hugues de Revel (1258-1277), Магістр
- Нікола Лорна, Nicolas Lorgne (1277/1278-1284), Магістр
- Жан де Вільє, Jean de Villiers (1284/1285-1294), Магістр
- Одон де Пен, Odon de Pins (1294-1296), Магістр
- Гійом де Вілларе, Guillaume de Villaret (1296-1305), Магістр
- Фульк де Вілларе, Foulques de Villaret (1305-1319), Магістр
- Еліон де Вілльнев, Helion de Villeneuve (1319-1346), Магістр
- Дьедонне де Гозон, Dieudonné de Gozon (1346-1353), Магістр
- П'єр де Корнейан, Pierre de Corneillan (1353-1355), Магістр
- Роже де Пен, Roger de Pins (1355-1365), Магістр
- Раймон Беранже, Raymond Berenger (1365-1374), Магістр
- Робер де Жюльяк, Robert de Juliac (1374-1376), Магістр
- Жан Фернандес де Ередіа (Хуан Фернандес де Ередіа), Jean Fernandez de Heredia (1376-1396), Магістр
- Ріккардо Караччоло, Riccardo Caracciolo (1383-1395), Магістр
- Філібер де Найяк, Philibert de Naillac (1396-1421), Магістр
- Антоніо Флювьян де ла Рів'єр, Antonio Fluvian de la Rivière (1421-1437), Магістр
- Жан де Ластік, Jean de Lastic (1437-1454), Магістр
- Жак де Мійі (Міллі), Jacques de Milly (1454-1461), Магістр
- П'єро Раймондо Цакоста, Piero Raimondo Zacosta (1461-1467), Магістр
- Джованні Баттіста Орсіні, Giovanni Battista Orsini (1467-1476), Магістр
- П'єр д'Обюссон, Pierre d'Aubusson (1476-1503), Великий магістр
- Емері д'Амбуаз, Emery d'Amboise (1503-1512), Великий магістр
- Гі де Бланшфор, Guy de Blanchefort (1512-1513), Великий магістр
- Фабріціо дель Карретто, Fabrizio del Carretto (1513-1521), Великий магістр
- Філіп де Вільє де л'Іль-Адам, Philippe de Villiers de l'Isle-Adam (1521-1534), Великий магістр
- П'єро де Понте, Piero de Ponte (1534-1535), Великий магістр
- Дідьє де Сен-Жай, Didier de Saint-Jaille (1535-1536), Великий магістр
- Жан де Омедес (Хуан де Омедес), Jean de Homedes (1536-1553), Великий магістр
- Клод де ля Санглена, Claude de la Sengle (1553-1557), Великий магістр
- Жан Парізо де ла Валетт, Jean Parisot de la Valette (1557-1568), Великий магістр
- П'єр де Монт, Pierre de Monte (1568-1572), Великий магістр
- Жан л'Евек де ля Кассьер, Jean de la Cassière (1572-1581), Великий магістр
  - Mathurin Romegas (1577-1581), лейтенант і (1581) в.о.
- Гуго Лубен де Вердалль, Hugues Loubens de Verdalle (або Гуго Лубенек де Вердана, Hugues Loubenx de Verdala) (1581-1595), Великий магістр
- Мартін Гарсес, Martin Garzez (1595-1601), Великий магістр
- Алофі де Віньакур, Alof de Wignacourt (1601-1622), Великий магістр
- Луїс Мендес де Васконселльос, Luis Mendez de Vasconcellos (1622-1623), Великий магістр
- Антуан де Поль, Antoine de Paule (1623-1636), Великий магістр
- Жан де Ласкаріс-Кастелларі (Хуан де Ласкаріс-Кастелльар), Juan de Lascaris-Castellar (1636-1657), Великий магістр
- Антуан де Реден, Antoine de Redin (1657-1660), Великий магістр
- Анней де Клермон-Жессан, Annet de Clermont-Gessant (1660), Великий магістр
- Рафаель Котоне, Raphael Cotoner (1660-1663), Великий магістр
- Нікола Котоне, Nicolas Cotoner (1663-1680), Великий магістр
- Грегоріо Карафа, Gregorio Carafa (1680-1690), Великий магістр
- Адрієн де Віньакур, Adrien de Wignacourt (1690-1697), Великий магістр
- Рамон Перелльос і Роккафуль, Ramon Perellos y Roccaful (1697-1720), Великий магістр
- Марк-Антоніо Цондадарі, Marc-Antonio Zondadari (1720-1722), Великий магістр
- Антоніо Маноель де Вільена, Antonio Manoel de Vilhena (1722-1736), Великий магістр
- Раймон Депюі, Raymond Despuig (1736-1741), Великий магістр
- Мануель Пінто де Фонсека, Manuel Pinto de Fonseca (1741-1773), Великий магістр
- Франсіско Ксіменес де Тексада, Francisco Ximenes de Texada (1773-1775), Великий магістр
- Емманюель де Роан-Польдюк (де Роган-Польдюк), Emmanuel de Rohan-Polduc (1775-1797), Великий магістр
- Фердинанд фон Гомпеш, Ferdinand von Hompesch zu Bolheim (1797-1802, позбавлений влади в 1798 р.), Великий магістр
- Імператор Павєл I, Empereur Paul I-er de Russie (1798-1801), Великий магістр (de facto)
  - Імператор Олександр I, Empereur Alexandre I-er de Russie (1801-1803), протектор Ордена
  - Микола Салтиков, Nicolas Saltikoff (1801-1803), поручик Великого магістра
- Джованні Баттіста Томмазі, Giovanni Battista Tommasi (1803-1805), Великий магістр
  - Інніко Марія Гевара-Суардо, Innico Maria Guevara-Suardo (1805-1814), лейтенант Великого магістерства
  - Андре Ді Джованні, André Di Giovanni (1814-1821), лейтенант Великого магістерства
  - Антуан бюска, Antoine Busca (1821-1834), лейтенант Великого магістерства
  - Карло Кандіда, Carlo Candida (1834-1845), лейтенант Великого магістерства
  - Філіпа ді Коллоредо-Мельса, Philippe di Colloredo-Mels (1845-1864), лейтенант Великого магістерства
  - Алессандро Борджіа, Alessandro Borgia (1865-1871), лейтенант Великого магістерства
  - Джованні Баттіста Ческі а Санта Кроче, Giovanni Battista Ceschi a Santa Croce (1871-1879), лейтенант Великого магістерства
- Джованні Баттіста Ческі а Санта Кроче, Giovanni Battista Ceschi a Santa Croce (1879-1905), Великий магістр
- Ґалеас фон Тун унд Гогенштейн, Galeas Maria Graf von Thun und Hohenstein (1905-1931), Великий магістр
  - Пій Франки ді Кавальєрі, Pio Franchi di Cavalieri (1929-1931), лейтенант Великого магістра (під час хвороби Ґалеаса фон Тун унд Гогенштейна)
- Лудовіко Кіджі Альбані делла Ровере, Ludovico Chigi Albani della Rovere (1931-1951), Великий магістр
  - Антуан Ерколані Фава Сімонетті, Antoine Hercolani Fava Simonetti (1951-1955) в.о., лейтенант Великого магістерства
  - Ернесто Патерно Кастелло ді Каркача, Ernesto Paternò Castello di Carcaci (1955-1962), лейтенант Великого магістра
- Анджело де Мохан ді Колонья, Angelo de Mojana di Cologna (1962-1988), Великий магістр
  - Жан Шарль Паллавічіні, Jean Charles Pallavicini (січень-квітень 1988) в.о. лейтенанта Великого магістерства
- Андрю Уіллобі Нініан Берті, Andrew Willoughby Ninian Bertie (1988-2008), Великий магістр
  - Джакомо Далла Торре (лютий-березень 1988), лейтенант Великого магістерства
- Матью Фестінґ, Matthew Festing (з 2008 року — 28 січня 2017 року), Великий магістр
- Джакомо Далла Торре (2 травня 2018 року — 29 квітня 2020 року) Великий магістр
  - Руй Гонсалу ду Вале Пейшоту ди Вілаш Боаш, Ruy Gonçalo do Valle Peixoto de Villas Boas (29 квітня 2020 року — 08 листопада 2020 року) тимчасовий заступник, в.о. Великого магістра[1]
  - Марко Луццаго, Marco Luzzago (2020—2022), місцеблюститель, лейтенант Великого магістра[2]
- Джон Данлап (з 2022)